# Bruno Longépé
 (juillet 2015).
Si vous disposez d'ouvrages ou d'articles de référence ou si vous connaissez des sites web de qualité traitant du thème abordé ici, merci de compléter l'article en donnant les références utiles à sa vérifiabilité et en les liant à la section « Notes et références ».
Bruno Longépé est un pilote et préparateur automobile français, né le 13 novembre 1970 à Nantes. Il fut notamment le vainqueur de la Coupe de France des Rallyes en 2014.

## Biographie
Bruno Longépé commence sa carrière en 1993 en touchant à toutes les disciplines : le slalom, la course de côte, puis le rallye. Après des débuts en R5 GT Turbo, avec laquelle il prendra part à ses deux premières finales, il obtient ses premiers résultats avec une 205 Maxi. Il remporte avec cette auto sa première victoire au Val de Sèvre 1997.

## Résultats en Coupe de France
- 1994:Abandon (Renault 5 GT Turbo)
- 1996:76ème (Renault 5 GT Turbo)
- 2000:Abandon (Peugeot 306 Maxi)
- 2001:Abandon (Peugeot 306 Maxi)
- 2003:3ème (Peugeot 306 Maxi)
- 2004:11ème (Citroën Xsara Kit Car)
- 2006:Abandon (Citroën Xsara Kit Car)
- 2007:Abandon (Peugeot 306 Maxi)
- 2014:1er (Peugeot 207 S2000)
- 2015:Abandon (Peugeot 208 T16)
- 2016:7ème (Peugeot 208 T16)
- 2017:Abandon (Peugeot 406 Coupé)
- 2018:Abandon (Škoda Fabia R5 (en))